# 太極拳論
《太極拳論》，係太極拳的文獻資料，中國人對於著作常喜好託古，假借古人之名為作者，傳承給後世的人。目前太極拳界重要的拳論有兩篇，一是王宗岳的《太極拳論》；一是張三丰的《太極拳經》，雖然實際的作者有待考究，但是仍被太極拳界奉為圭臬，影響學習太極拳的人甚深。
值得注意的地方是，傳統中國武術界門戶之見甚多，而太極拳的支派亦甚眾，然而所有的太極拳門派均不約而同地尊崇王宗岳《太極拳論》為太極拳界至文，足見其地位重要。
太極拳名稱始見於清乾隆年間武禹襄太極拳譜第一篇之太極拳論，武稱作者是王宗岳。王宗岳生平不可考，他的長拳只有八卦五行十三勢，發展自陳家溝長拳一路「十三勢頭」。

## 《太極拳論》‧山右　王宗岳
太極者，無極而生。动静之機，陰陽之母也。
動之則分，靜之則合。無過不及，隨曲就伸。
人剛我柔謂之走，我順人背謂之粘；動急則急應，動緩則緩隨。雖變化萬端，而理惟一貫。
由着熟而漸悟懂劤，由懂劤而階及神明。然非用力之久，不能豁然貫通焉。
虛領頂勁，氣沉丹田。不偏不倚，忽隱忽現。左重則左虛，右沉則右杳。
仰之則彌高，俯之則彌深。進之則愈長，退之則愈促。一羽不能加，蠅蟲不能落。人不知我，我獨知人。
英雄所向無敵，蓋皆由此而及也。
斯技旁門甚多，雖勢有區別，概不外乎壯欺弱、慢讓快耳。有力打無力，手慢讓手快，是皆先天自然之能，非關學力而有為也。察「四兩撥千斤」之句，顯非力勝；觀耄耋能禦眾之形，快何能為？
立如平準，活似車輪，偏沉則隨，雙重則滯。每見數年純功，不能運化者，率皆自為人制，雙重之病未悟耳。
欲避此病，須知陰陽。粘即是走，走即是粘，陰不離陽，陽不離陰，陰陽相濟，方為懂勁。
懂劤後，愈練愈精，默識揣摩，漸至從心所欲。
本是捨己從人，多誤捨近求遠，所謂「差之毫厘，謬之千里」，學者不可不詳辨焉。
註云：此論句句切要在心，並無一字陪襯，非有夙慧，不能悟也。先師不肯妄傳，非獨擇人，亦恐枉費工夫耳。

## 《太極拳經》
一舉動周身俱要輕靈，尤須貫串。氣宜鼓盪，神宜內斂，無使有缺陷處，無使有凹凸處，無使有斷續處。其根在腳，發於腿，主宰於腰，行於手指，由腳而腿而腰，總須完整一氣，向前退後，乃能得機得勢。有不得機得勢處，身便散亂，其病必於腰腿求之，上下前後左右皆然。凡此皆是意，不在外面，有上即有下，有前則有後，有左則有右。如意要向上，即寓下意，若將物掀起而加以挫之之力。斯其根自斷，乃攘之速而無疑。虛實宜分清楚，一處有一處虛實，處處總此一虛實，周身節節貫串，無令絲毫間斷耳。
長拳者，如長江大海，滔滔不絕也。掤、履、擠、按、採、挒、肘、靠，此八卦也。進步、退步、左顧、右盼、中定，此五行也。掤、履、擠、按，即乾、坤、坎、離、四正方也。採、挒、肘、靠，即巽、震、兌、艮、四斜角也。進退顧盼定，即金木水火土也，合之則為十三勢也。
原註云：此係武當山張三丰祖師遺論。欲天下豪傑延年益壽，不徒作技藝之末也。

## 外部連結
- 太極拳關鍵人物王宗岳

1. ↑  亦有文多「動靜之機」：太極者，無極而生，動靜之機，陰陽之母也。
2. ↑  亦有作「而理『為』一貫」。
3. ↑  亦有作「然非『用功』、『功力』之久」。
4. ↑  亦有版本多此注文。
5. ↑  或「如『欲』要向上」
6. ↑  疑為「壞」之誤？